# Kunstbunker Kröller-Müller
De kunstbunker van Kröller-Müller is een opslagplaats van het Kröller-Müller Museum in Nationaal Park De Hoge Veluwe bij Otterlo waar in de Tweede Wereldoorlog een deel van de Nederlandse rijkscollectie lag opgeslagen.
Een dag nadat op 24 augustus 1939 in Nederland de voormobilisatie werd afgekondigd sloot uit voorzorg het Rijksmuseum in Amsterdam. Er werden maatregelen bedacht om het Nationaal kunstbezit te beschermen. Besloten werd tot het construeren van vochtvrije en bomvrije bergplaatsen. In afwachting van het gereedkomen van definitieve onderkomens werden verschillende andere onderkomens geschikt gemaakt voor de opslag van de Nederlandse kunst.
In de herfst van 1939 werd in Otterlo begonnen met de bouw van een bunker, waarschijnlijk naar een ontwerp van J. Emmen, hoofdingenieur van de Rijksgebouwendienst, met medewerking van H.J.J. Engel en waarschijnlijk Rijksbouwmeester Kees Bremer. Bremer zou later de Kunstbunker van Paasloo ontwerpen. De bunker bestond uit een zware betonnen bak van 210 m³ die met zand en aarde werd overdekt. De muren waren 1,20 m. dik, het plafond 1,50 m. Een tunnel leidt naar de entreedeur. In het met siermetselwerk uitgevoerde boogveld boven de deur staat een kruis in een gewei afgebeeld, het embleem van de Hoge Veluwe. De opslagplaats werd gebruikt tussen 22 juli 1940 en 5 oktober 1945.
De bunker werd in 1943 verstevigd toen de bezetter vlak bij het museum de vliegbasis Deelen uitbreidde. De 3 meter dikke zandlaag werd daarbij aangevuld tot 7 meter, met een laag natuursteen ertussen. De collectie van het museum ging vervolgens permanent ondergronds. In 1994 werd de kluis overgedragen aan het museum. De kunstbunker wordt niet meer als bergplaats gebruikt.
Castricum · 
Heemskerk · 
Kröller-Müller · 
Mauritshuis · 
Noordwijk · 
Paasloo · 
Sint-Pietersberg · 
Zandvoort